# Kdenlive
Kdenlive (KDE Non-Linear Video Editor) /ˌkeɪdɛnˈlaɪv/ é um editor de vídeo open-source baseado no framework MLT e KDE.  O projeto foi iniciado por Jason Wood em 2002, e hoje é mantido por um pequeno time de desenvolvedores. Com o lançamento da versão 15.04.0, o Kdenlive passou a ser oficialmente parte do projeto oficial do KDE.Pacotes do Kdenlive estão livremente disponíveis para Linux, FreeBSD e Mac OS X sob os termos da GNU General Public License versão 2 ou posterior.

## História
O projeto teve início com Jason Wood em 2002. O desenvolvimento do Kdenlive foi movido do K Desktop Environment 3 (que originalmente não era feito para o MLT) para o KDE Platform 4, com uma re-escrita quase completa. Isso foi terminado com o Kdenlive 0.7, lançado em Novembro 12, 2008. Kdenlive 0.9.10 lançado em Outubro 1, 2014 foi o último lançamento para o KDE 4.
Kdenlive iniciou seu plano de se mover para o projeto KDE e sua infraestrutura em 2014. O porte para o KDE Frameworks 5 foi finalizado com o lançamento do 2015.04.0 como parte do KDE Applications 5. Oficialmente o Kdenlive faz parte do projeto KDE e também está disponível, além do Linux, para Windows e Mac OS X.

## Características

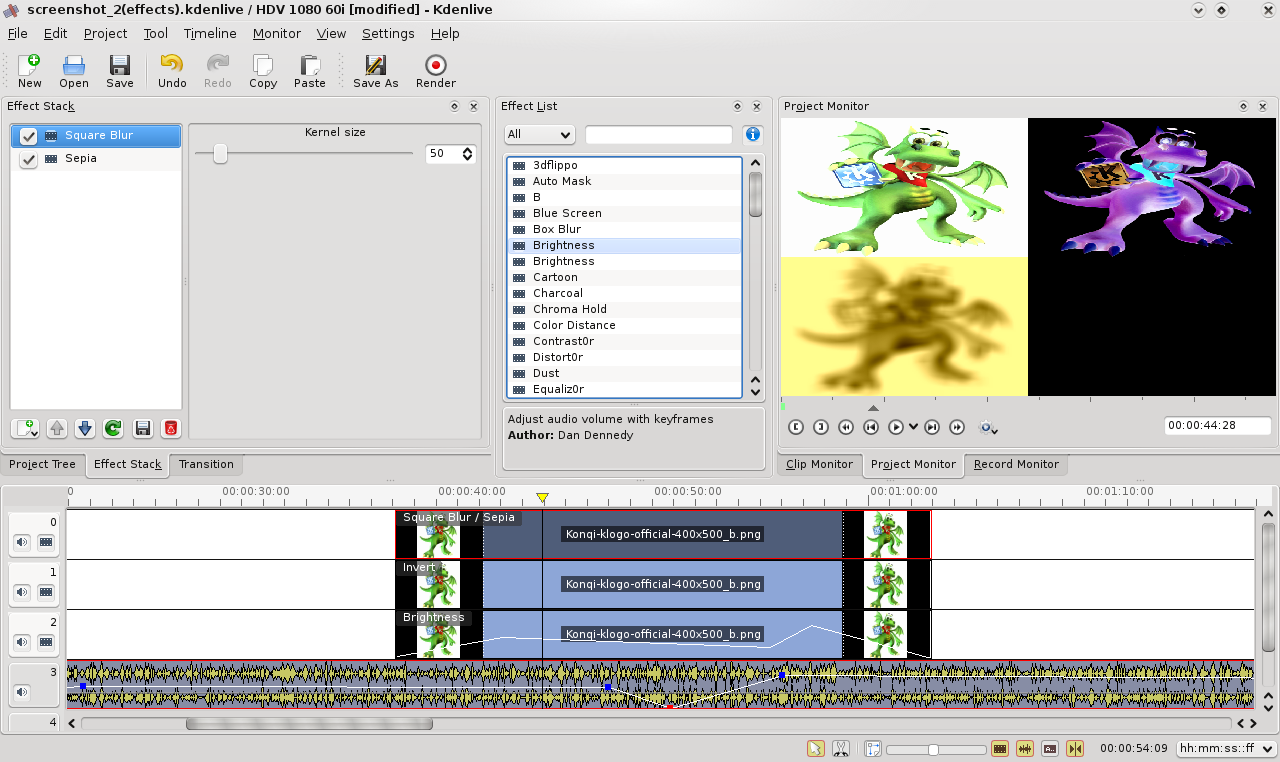
Efeitos de vídeo no Kdenlive

O software possui as seguintes características:
- Kdenlive é um software livre e gratuito.[9]
- Kdenlive faz uso de efeitos do MLT, Frei0r, e bibliotecas SoX e LADSPA. Kdenlive suporta todos os formatos suportados pelo FFmpeg ou libav (tais como QuickTime, AVI, WMV, MPEG e Flash Video, entre outros), e também suporta formatos de imagem 4:3 e 16:9 para PAL, NTSC e vários padrões HD, incluindo HDV e AVCHD. O vídeo também pode ser exportado para aparelhos DV ou gravado em DVD com capítulos e um menu simples.[10][11]
- Kdenlive tem edição multi-track com uma timeline e suporta um número ilimitado de trilhas de vídeo e áudio.
- Ferramentas para criar, mover, cortar e deletar trechos de vídeo, áudio, texto e imagem. Teclas de atalho e layout de interface configuráveis.
- Um número enorme de efeitos e transições. Efeitos de áudio incluem normalização, phase e pitch shifting, limiting, ajuste de volume, filtros de reverberação e equalização, bem como outros. Efeitos de vídeo incluem opções de masking, blue-screen, distorções, rotações, ferramenta de cores, blurring, obscuring e outros.
- Capacidade de adicionar efeitos customizados e transições.
- Renderização é feita usando um processo separado 'non-blocking', podendo, portanto, ser pausado, parado e reiniciado.
- Kdenlive também provê um script chamado Kdenlive Builder Wizard (KBW) que compila a mais recente versão em desenvolvimento do software e suas principais dependências a partir dos fontes para permitir aos usuários testar novas características do programa e reportar problemas ao bug tracker.[12]
- A instalação é simples e o pacote do Kdenlive pode ser encontrado nos principais repositórios Linux, bastando procurá-lo nas lojas de aplicativos e realizar o download.[13]
- Pode ser usado também na produção de animações.[13]